# Championnat de Corée du Sud de rugby à XV
Le championnat de Corée du Sud de rugby à XV est la compétition nationale de rugby à XV en Corée du Sud.

## Histoire
La Korea Rugby League est lancée en 2003 à l'initiative de la fédération sud-coréenne, alors que seuls trois clubs corporatifs n'existent dans le pays à cette date. La première édition rassemble sept clubs.
En 2008, la fédération rassemble deux de ses compétitions nationales en une seule, la Korea Rugby League et la National Spring League, le championnat étant dorénavant connu en tant que Korea Spring League.
En 2018, le championnat est organisé souvent un nouveau format et redevient la Korea Rugby League : la compétition est alors composé de plusieurs tournois et ne décerne pas un titre de championnat unique. Ce format par tournoi n'est conservé que durant deux saisons.
La Korea Rugby Super League est formée en 2022 avec un format de championnat classique et un soutien fédéral financier plus significatif.

## Palmarès
- 2003 : Samsung SDI[1]
- 2004 : Samsung SDI[1]
- 2005 : KAFAC[1]
- 2006 : pas de championnat organisé[1]
- 2007 : KAFAC[1]
- 2008 : Samsung SDI[1]
- 2009 : Samsung SDI[1]
- 2010 : POSCO[1]
- 2011 : POSCO[1]
- 2012 : Samsung SDI[1]
- 2013 : KEPCO[1]
- 2014 : KEPCO[1]
- 2015 : pas de championnat organisé[1]
- 2016 : pas de championnat organisé[1]
- 2017 : KEPCO[1]
- 2018 :
  - 1er tour : KEPCO[1]
  - 2e tour : Hyundai Glovis[1]
  - 3e tour : KAFAC[1]
  - 4e tour : KEPCO[1]
- 2019 :
  - 1er tour : Hyundai Glovis[1]
  - 2e tour : POSCO[1]
- 2020 : Hyundai Glovis[1]
- 2021 : POSCO[1]
- 2022 : KEPCO[1]